# Tralee

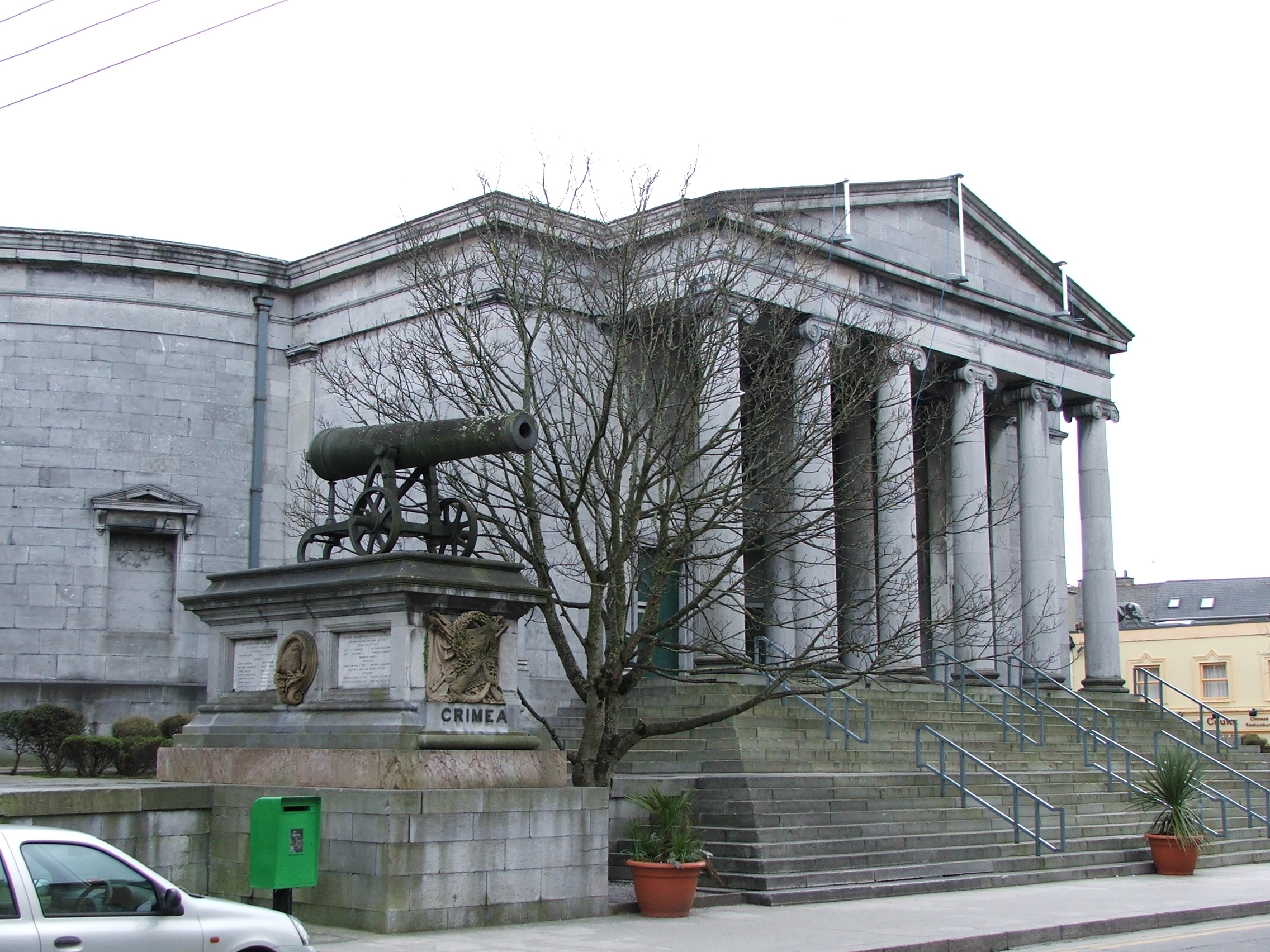
Tralee Courthouse

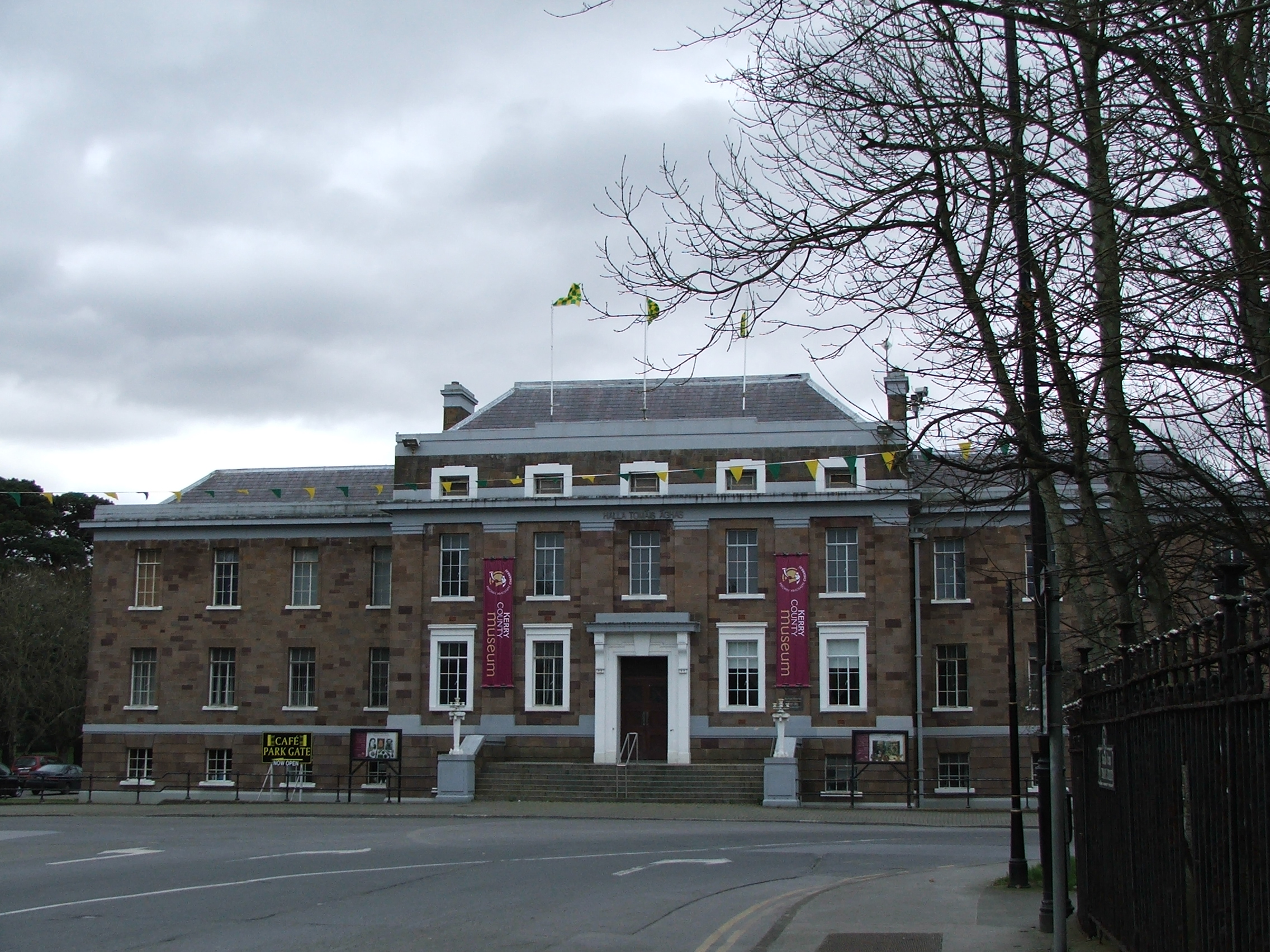
Ashe Memorial Hall

Tralee (Iers: Trá Lí) is de hoofdplaats van het graafschap Kerry, in het zuiden van Ierland. De naam Tralee betekent waarschijnlijk strand van de Lee, het Ierse Trá betekent onder meer strand, de Lee (Lí) is een rivier. De stad heeft ruim 20.000 inwoners (2002).

## Geschiedenis

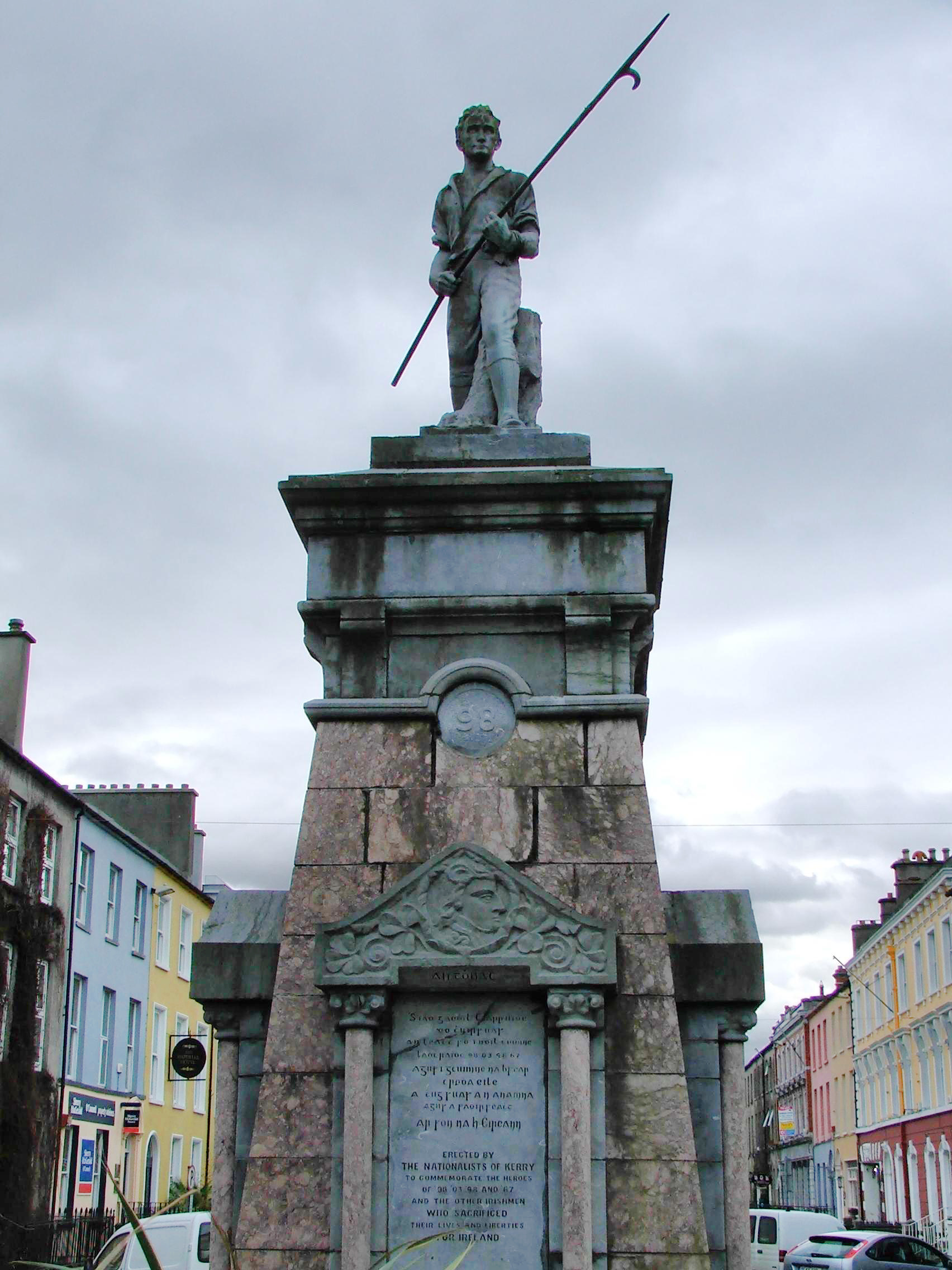
Croppy Boy, 1798 Pikeman Monument

Tralee is gesticht in de dertiende eeuw door Engelse kolonisten, de zogenaamde Anglo-Normans. Het was een bolwerk voor de graven van Desmond.
In 1580 werd de stad platgebrand als straf voor het ondersteunen van de Desmond opstand tegen Elizabeth I. Tralee werd daarna geschonken aan Edward Denny
Tralee speelde een belangrijke rol in de Ierse opstand van 1798. Die opstand wordt herdacht met een fraai standbeeld in Denny Street.
Denny Street, de huidige hoofdstraat, dateert uit de negentiende eeuw. Uit diezelfde tijd dateren twee van de markantste gebouwen in de stad: Tralee courthouse en The Ashe Memorial Hall. In dat laatste gebouw is het Museum van Kerry gevestigd.

## Toerisme en sport
De stad probeert zich als nieuwe toeristische bestemming te promoten. Een van de trekpleisters daarbij is het internationale festival, "The Rose of Tralee" dat ieder jaar in augustus duizenden mensen naar de stad lokt. Binnen het graafschap Kerry is Killarney nog steeds de toeristische hoofdstad, maar Tralee is duidelijk in opkomst.
Tralee heeft een van de mooiste 'links' (golfbanen) van Ierland, de Tralee Golf Club. De club bestaat al sinds 1894, maar had slechts 9 holes. Men besloot te verhuizen naar de huidige locatie. De nieuwe baan met 18 holes was in 1984 de eerste baan die Arnold Palmer in Europa ontwierp. Bij het clubhuis staat een bronzen beeld van hem. De baan ligt op een soort schiereiland, is dus zeer windgevoelig, maar heeft prachtig uitzicht op de oceaan. Tralee Dynamos AFC is de lokale voetbalclub.
Tralee is ook de start- en aankomstplaats van de Dingle Way, een lusvormig wandelpad over het schiereiland Dingle, met een lengte van ongeveer 176 kilometer.

## Church of Saint John the Baptist
Rond 1780 werd in Tralee een kapel gebouwd, deze was in oost-west richting gesitueerd.
In 1854 werd besloten een grotere kerk op dezelfde plaats te bouwen, de St. John’s Church, de oorspronkelijk zijgevels van de kapel werden opgenomen in de dwarsbeuken.
Het gebouw, dat is gewijd aan Johannes de Doper, is ontworpen door J.J. McCarthy en werd in 1861 voltooid met het plaatsen van het het Great Sanctuary-venster. Later volgde in 1870 nog de toren met spits met een totale hoogte van 61 meter.
In het interieur bevinden zich nog het wijwatervat (in de Mortuariumkapel) en het beeld van Onze-Lieve-Vrouw van de Weg uit de kapel (bij veranda aan de buitenkant).

### Gebouw
De kerk is gebouwd in neogotische stijl, met spitse bogen, lancetvensters en de Baldacchino boven het hoofdaltaar, de toren is van lokale zandsteen en de achthoekige spits is van kalksteen.
In 1960 vond een ingrijpende renovatie plaats die 10 jaar duurde, het schip werd 9 meter verlengd en van de muren werd de pleisterlaag verwijderd en de steen gebouchardeerd.
In de jaren negentig van de 20e eeuw kreeg het gebouw zijn huidige (2017) indeling.

### Interieur
Naast de genoemde artefacten uit de kapel van 1780 zijn nog een aantal kunstwerken in het interieur te bewonderen.
- In het koor is het Great Sanctuary Window, gebrandschilderd glas van Michael O'Connor (1801-1867) uit 1861. In het onderste gedeelte zijn veertien panelen met de voorstelling van Christus de Koning, Johannes de Doper en de twaalf apostelen met hun attrubuten. De panelen in het bovenste deelte tonen de aankondiging, de negen Engelenkoren en de Heilige Geest.
- De Italiaans marmeren beschermengelen met wijwatervat uit 1918 staan aan het einde van het middenpad, de ene engel glimlacht en de andere heeft treurige gezichtsuitdrukking.
- In de oude doopkapel bevinden zich boven de ingang twee sculpturen, een uit de 13e eeuw met een voorstelling twee kinderen (de tweeling van Thomas), de andere verbeeld de 12e graaf van Desmond, de oude Dean McEnnery, die de biecht afneemt van zijn parochianen tijdens de hongersnood.
- Het orgel, dat boven de voordeur is geplaatst, werd in Duitsland (1909) vervaardigd door Edward en George Stahlhut en hier weer opgebouwd, in mei 1981 werd het orgel volledig gerenoveerd.

In 2013 ontving de kerk een gift van 100.000 € van een onbekende dame uit Hongkong die geen gelovige was. Zij bezocht de kerk in 2011 tijdens een bezoek dat zij bracht om een ziek familielid in het ziekenhuis van Tralee te bezoeken, de engelen moedigden haar aan om te bidden voor haar familielid die daarna is genezen.

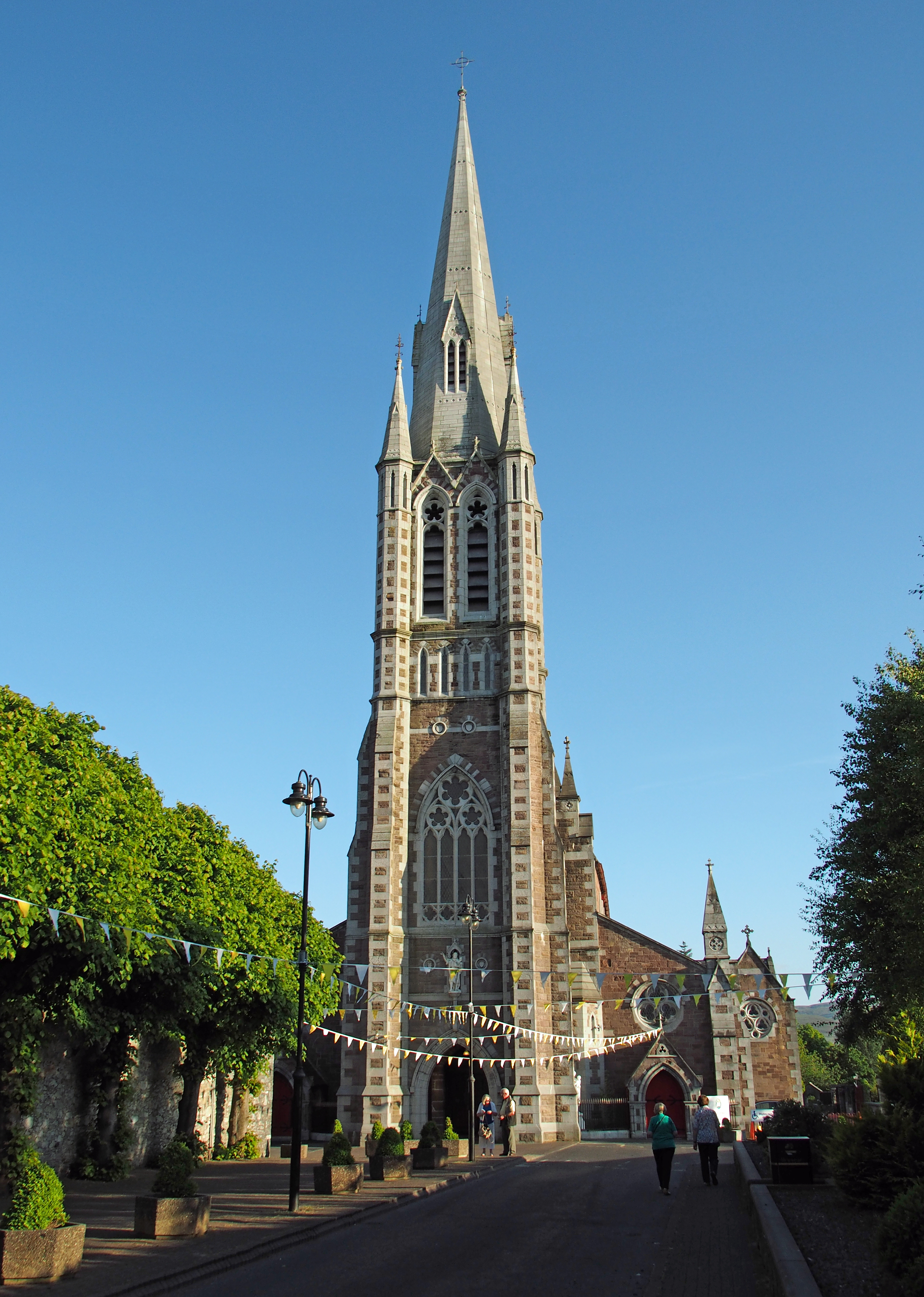
Vooraanzicht toren
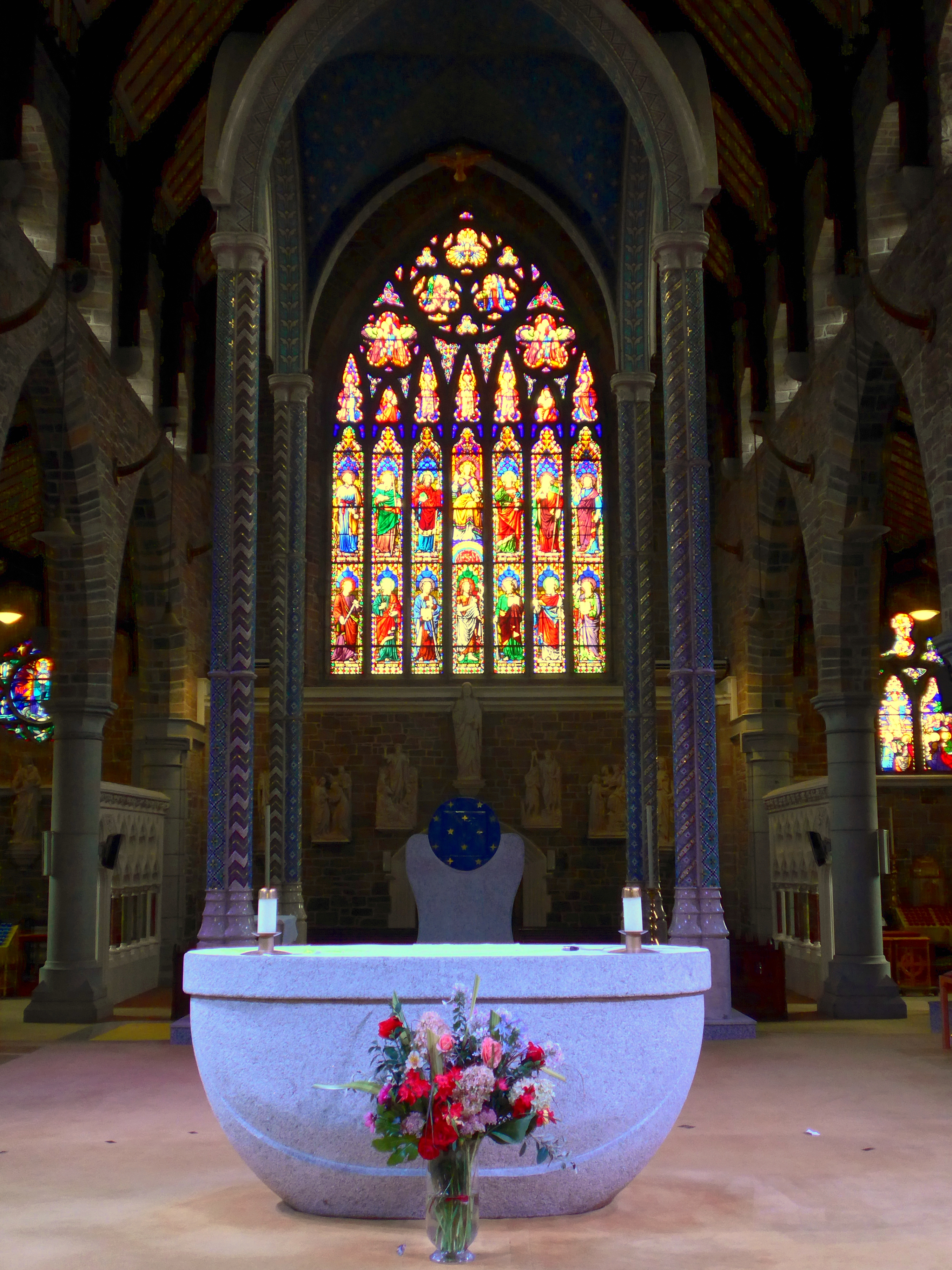
Great Sanctuary Window
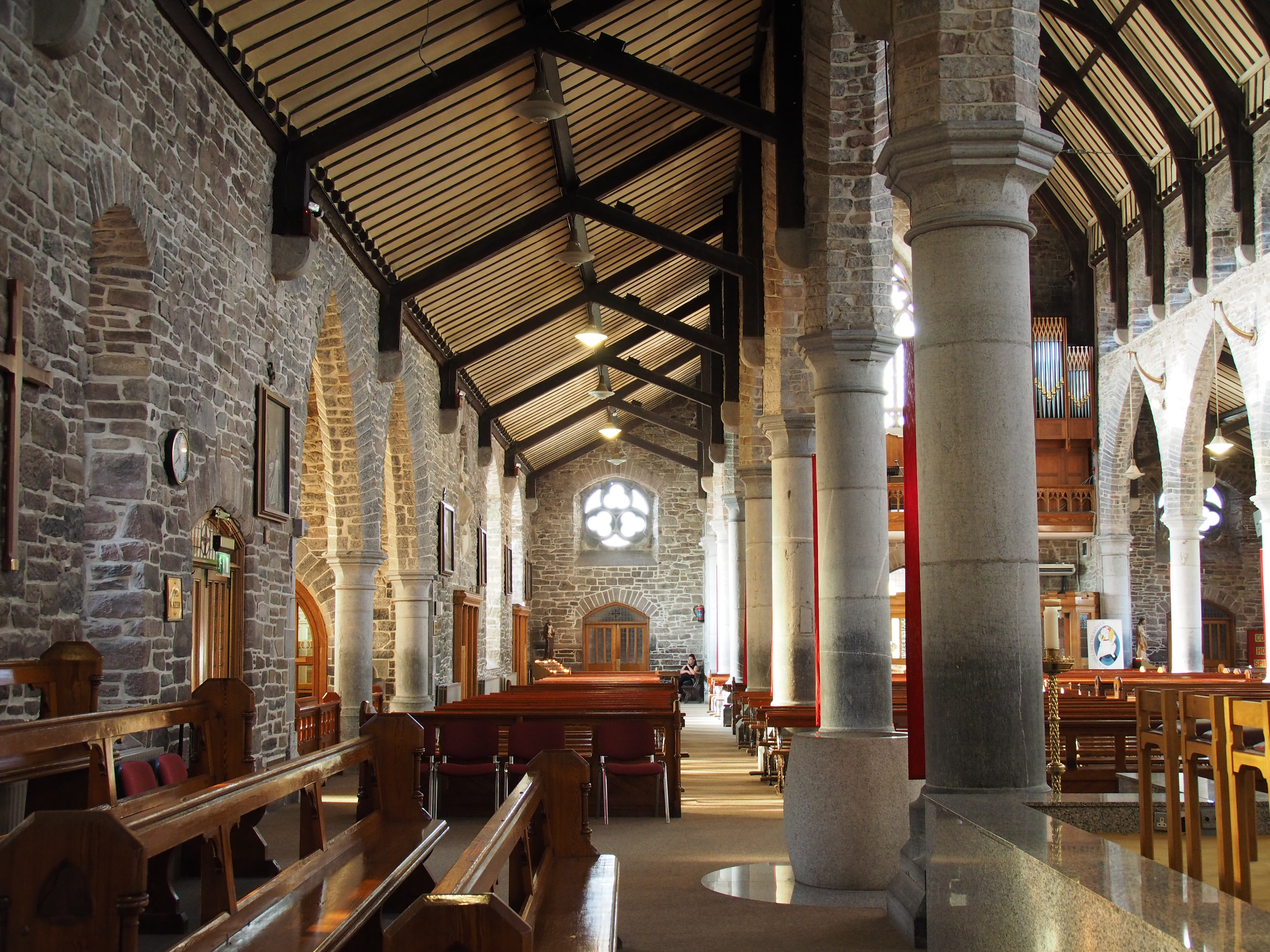
zijbeuk
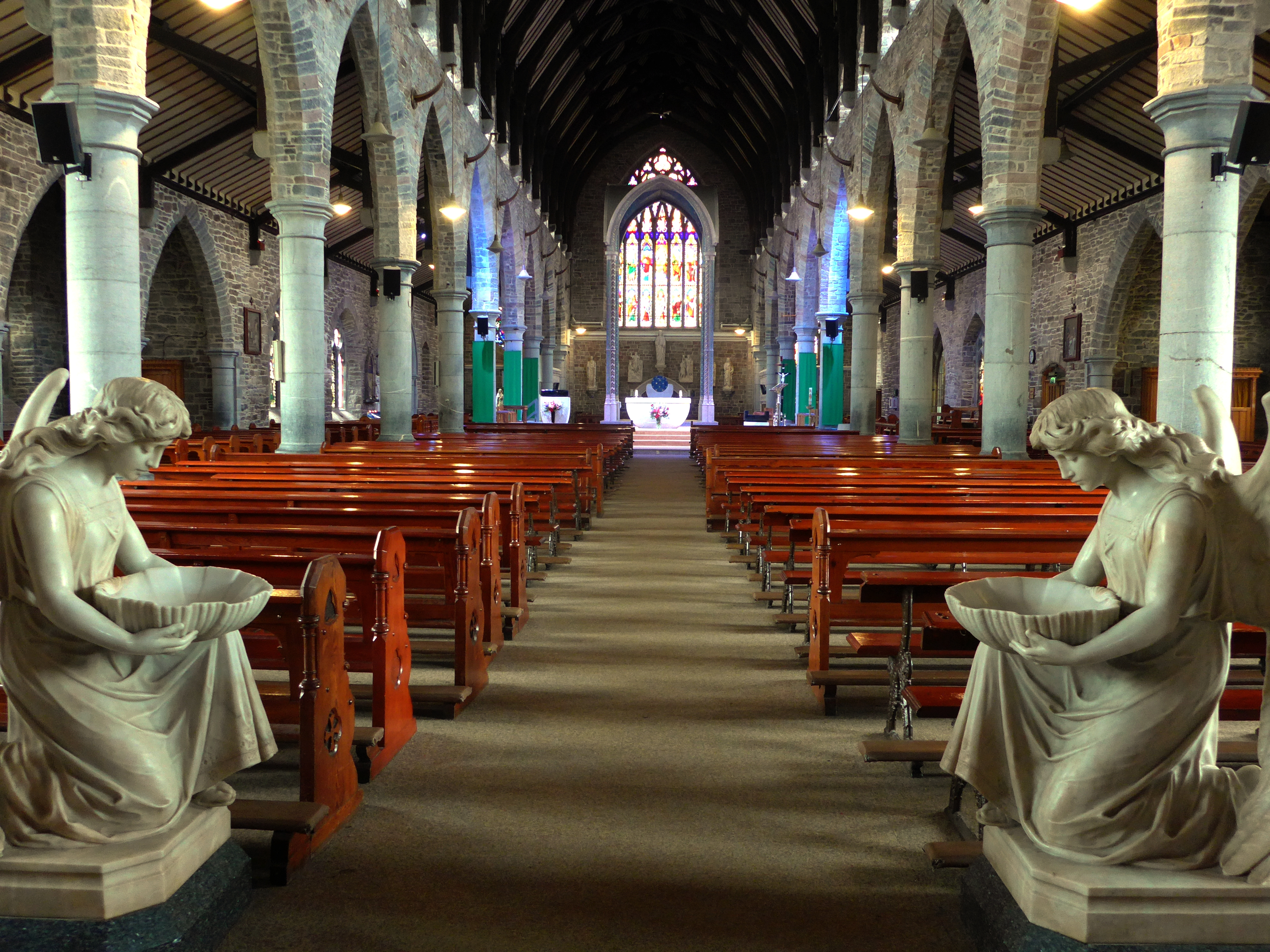
de twee beschermengelen
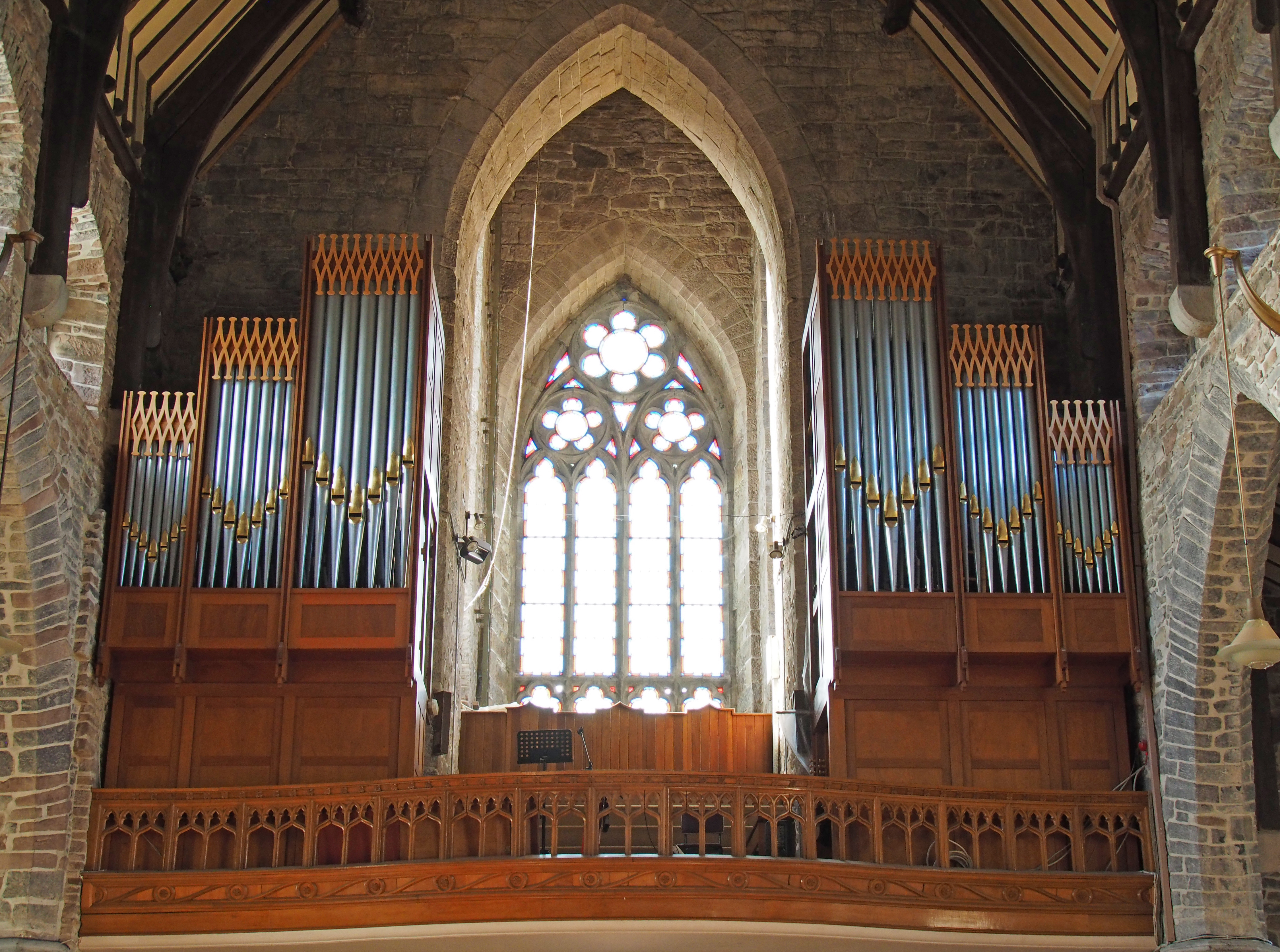
Orgel

## Vervoer
Tralee is het eindpunt van de spoorlijn van Dublin naar het zuidwesten. Via Mallow is er ook een rechtstreekse verbinding met Cork.
Vanaf Tralee loopt de nationale hoofdroute N21 naar Limerick met een aansluiting op de hoofdroute naar Dublin. De N22 verbindt Tralee via Killarney met Cork.
Halverwege Tralee en Killarney ligt Kerry International Airport.

## Geboren
- May Gibney (1893-1984), Iers nationalist en republikein
- Timothy V. Murphy (1960), acteur
- Norma Foley (1970), minister van onderwijs
- Paul Griffin (1973), wielrenner